# Sherwood Rowland
Frank Sherwood Rowland (28. června 1927, Delaware, Ohio, USA – 10. března 2012, Newport Beach, Kalifornie) byl americký chemik, který se podílel na odhalení příčin vzniku ozonové díry. V roce 1995 získal společně s Paulem Crutzenem a Mario Molinou) Nobelovu cenu za chemii „za práce na chemii atmosféry, zejména ozónu“.